# Ford EcoBoost
Ford EcoBoost bezeichnet eine Baureihe von Viertakt-Ottomotoren des Automobilherstellers Ford, die 2009 in Europa mit dem Ford Iosis-MAX vorgestellt und im Frühjahr 2010 bei den Modellen Ford Mondeo, Ford S-MAX und Ford Galaxy erstmals eingeführt wurde. Es sind Drei- oder Vierzylinder-Reihenmotoren mit vier Ventilen je Zylinder und zwei obenliegenden Nockenwellen (DOHC). Für den nordamerikanischen Markt gibt es auch mehrere Sechszylinder-V-Motoren, die seit 2009 in verschiedenen Ford- und Lincoln-Modellen angeboten werden.

## Allgemeines
Da die Motoren nach dem Downsizing-Prinzip entwickelt wurden, erreichen sie trotz des vergleichsweise niedrigen Hubraums recht hohe Leistungswerte. Hierzu verfügen sie über Benzindirekteinspritzung, Turboaufladung und Ti-VCT, einer variablen Steuerung der beiden obenliegenden Nockenwellen.
Ford plante 2012, im Zeitraum bis 2015 insgesamt 1,3 Millionen EcoBoost-Motoren für den europäischen Markt zu produzieren, weitere 800.000 Motoren für Märkte außerhalb Europas. Im September 2013 lief der zweimillionste EcoBoost-Motor vom Band, die zu diesem Zeitpunkt geplante Produktion für das gesamte Jahr 2013 betrug bereits 1,2 Millionen Exemplare.
Die EcoBoost-Motoren kommen auch in einigen Volvo-Modellen unter der Bezeichnung GTDi (Gasoline Turbocharged Direct injection) zum Einsatz.
Bereits 2001 wurde auf der IAA in Frankfurt ein Zetec S3 DISI (Direct Injection Spark Ignition, übersetzt: Direkteinspritzung mit elektrischer Zündung) genannter Motor-Prototyp der Öffentlichkeit vorgestellt. Es war ein Dreizylinder-Ottomotor mit 1,1 Litern Hubraum, der durch Turboaufladung und Benzin-Direkteinspritzung 81 kW (110 PS) leistete. Vibrationen verringerte bei diesem Motor eine Ausgleichswelle, die Kraftübertragung erfolgte über ein speziell entwickeltes Automatikgetriebe. Der Benzinverbrauch lag 15 bis 30 Prozent niedriger als der eines 1,8-Liter-Benzinmotors mit ähnlicher Leistung. Eine Markteinführung dieses Motors fand jedoch nie statt, da der für Motor und Getriebe kalkulierte Aufpreis in Höhe von 4.500 DM (~2.300 Euro, nach heutigem Wert 3.600 Euro) als nicht markttauglich angesehen wurden.

## 1,0-Liter-Dreizylinder

### Entwicklung und Produktion

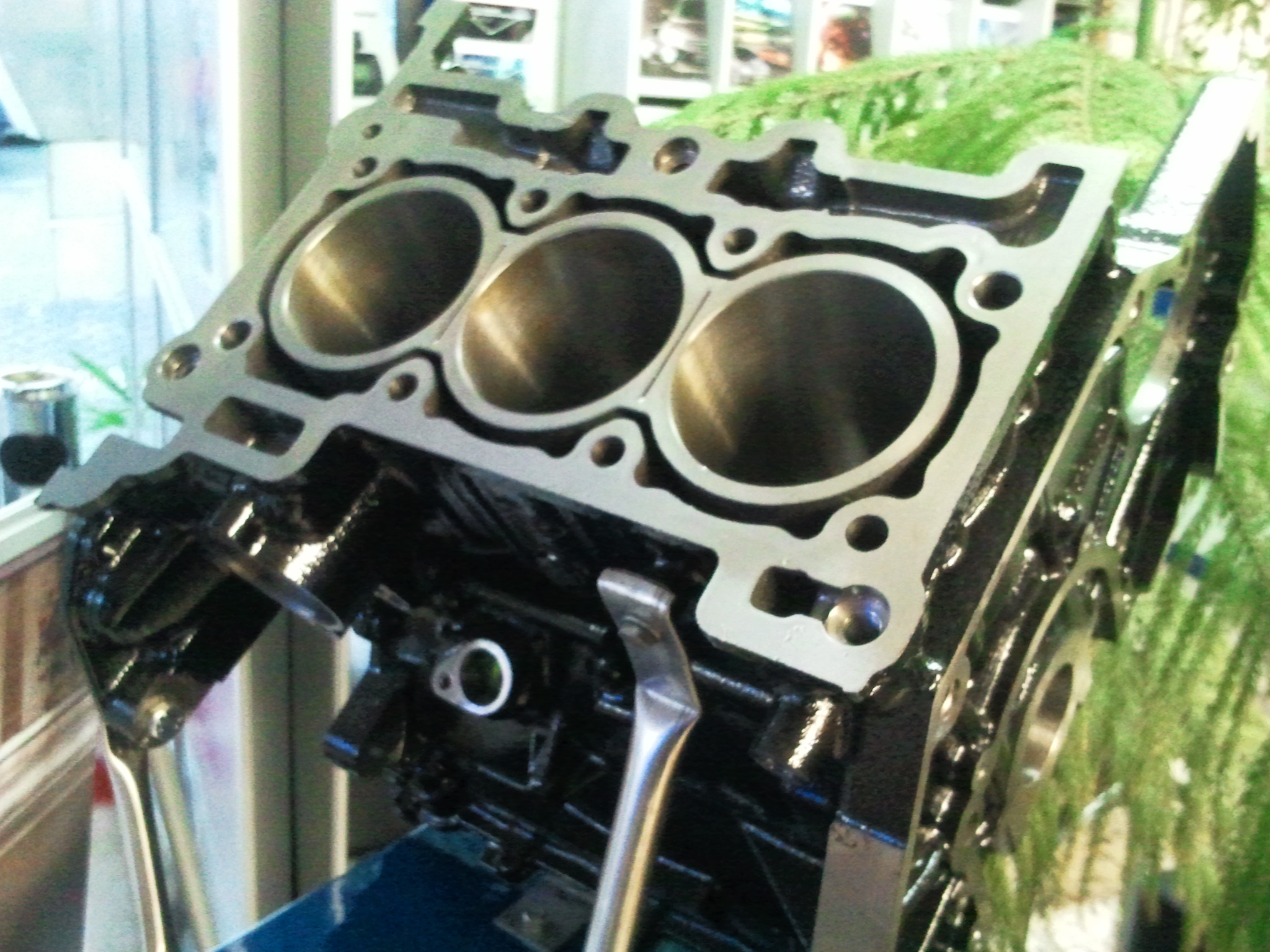
Motorblock des 1,0-Liter-Dreizylinders

Der 1,0-Liter-EcoBoost-Motor ist eine Gemeinschaftsentwicklung der Ford-Entwicklungszentren in Köln-Merkenich und in Dunton, einem Vorort von Basildon (Essex). In der frühen Entwicklungsphase wurden sie vom Entwicklungsdienstleister FEV GmbH unter anderem in den Bereichen Design, CAE und Verbrennungsentwicklung unterstützt. Seit der Serienreife läuft das Triebwerk im Motorenwerk in Köln-Niehl und seit Mai 2012 auch in Craiova (Rumänien) bei Ford Romania vom Band. Ford kündigte zudem an, die Produktion des Motors auch im neuen Ford-Motorenwerk in Chongqing (China), das im Juni 2013 eröffnet wurde, zu starten.
Ford gab im Juni 2013 bekannt, die Produktion des 1,0-Liter-EcoBoost-Motors in Köln-Niehl ab Mitte August 2013 auf über 1.000 Einheiten pro Tag zu verdoppeln.
Bis zum September 2013 wurden 284.000 Exemplare des Motors produziert.

### Technik
Der Motor ist mit 74 kW (101 PS), 88 kW (120 PS), 92 kW (125 PS) und seit Juni 2014 auch mit 103 kW (140 PS) erhältlich und verbraucht im Ford Focus dabei 4,8 l/100 km, die Kohlendioxidemissionen liegen bei 109 g/km. Der Motor ist außerdem seit Oktober 2012 in den Modellen B-MAX, C-MAX und Grand C-MAX und seit Januar 2013 im Fiesta erhältlich. Später wurde er auch in den Baureihen Mondeo, EcoSport, Transit Courier, Tourneo Courier, Transit Connect sowie Tourneo Connect eingeführt.
Um Vibrationen des Motors zu verringern, wurde das Schwungrad mit einer präzise definierten Unwucht versehen, die dem bauartbedingt unrunden Lauf eines Dreizylinders entgegenwirkt. Eine Ausgleichswelle gibt es nicht. Durch das geringe Massenträgheitsmoment der besonders leistungsfähig konstruierten Turbine des Turboladers soll das Turboloch des Motors minimiert werden. Die Turbine des Turbos erreicht Spitzendrehzahlen von 248.000 min−1. Durch die Einspritzung des Kraftstoffs mit einem Druck von bis zu 150 bar wird eine bessere Zerstäubung und Verteilung des Benzin-Luft-Gemischs im Brennraum erreicht, außerdem kann der Einspritzvorgang in mehrere Teilsequenzen aufgesplittet werden. Hierdurch wird eine präziser steuerbare Verbrennung des Gemischs erreicht.
Der Abgaskrümmer wird gemeinsam mit dem Aluminium-Zylinderkopf gegossen und konnte auf diese Weise in den Kühlkreislauf integriert werden. Dies senkt die Abgastemperaturen und ermöglicht den Betrieb mit einem optimalen Luft-Kraftstoff-Verhältnis über einen breiteren Drehzahlbereich, was zu einer deutlichen Verbesserung der Abgasqualität und des Verbrauchs führt. Durch zwei getrennte Kühlkreisläufe für den Aluminium-Zylinderkopf und den Zylinderblock aus Gusseisen sowie die Reduzierung des Abstandes zwischen den Brennräumen auf 6,1 mm wird die Warmlaufphase verkürzt.
Ein großer Zahnriemen treibt die beiden Nockenwellen an; für den Antrieb der Ölpumpe sorgt ein weiterer kleiner Riemen. Beide Zahnriemen laufen im Motorölbad, was die Laufruhe erhöht, Reibungsverluste verringert und so die Lebensdauer erhöht, jedoch wird ein (nach Herstellerfreigabe) geeignetes Motoröl benötigt, das den Riemen nicht zersetzt, wie es viele andere Motoröle tun. Bauteile wie Kolben und Kurbelwellenlager sind mit speziellen Beschichtungen versehen, was zusammen mit modifizierten Kolbenringen die innere Reibung des Motors senkt. Um die kompakte Bauweise des Dreizylinders anschaulich darzustellen, wirbt Ford damit, dass die Grundfläche des Motors problemlos auf ein DIN-A4-Blatt passt. Der Motor wiegt etwa 98 kg.
Auch die Nebenaggregate sind für eine Senkung des Energiebedarfs ausgelegt, so arbeiten der Kompressor der Klimaanlage und die Ölpumpe mit variablen, geregelten Fördermengen.
Im Dezember 2016 kündigte Ford für das Jahr 2018 an, den Motor als ersten Dreizylindermotor weltweit mit einer automatischen Zylinderabschaltung auszustatten. Die Benzineinspritzung sowie die Ventilbetätigung des ersten Zylinders wird bei Bedarf innerhalb von 14 Millisekunden aktiviert bzw. deaktiviert. Durch den Druck des Motoröls wird in Abhängigkeit von Drehzahl, Drosselklappenstellung und Lastzustand über einen elektronisch gesteuerten Kipphebel die Verbindung zwischen der Nockenwelle und den Ventilen des ersten Zylinders unterbrochen. Die Ventile verbleiben in geschlossenem Zustand, was die Temperatur im Brennraum konstant hält und für eine effiziente Verbrennung bei der erneuten Aktivierung des Zylinders sorgt. Kraftstoffverbrauch und CO2-Emissionen sollen hierdurch um bis zu sechs Prozent sinken. Um auftretende Vibrationen zu verringern, wurden Schwungrad und Riemenscheibe neu entwickelt und mit definierten Unwuchten versehen. Zusätzlich werden bei den Fahrzeugen mit diesem Motor modifizierte Motoraufhängungen, Antriebswellen und Radaufhängungsbuchsen verwendet, auch diese Maßnahmen reduzieren Vibrationen merklich. Entwickelt wurde das System gemeinsam von Ingenieuren an den Ford-Standorten Aachen, Dagenham, Dearborn, Dunton und Köln sowie der Schaeffler-Gruppe.

### Auszeichnungen
Die Fachzeitschrift Engine Technology International verlieh dem Motor im Juni 2012 mit der besten jemals erreichten Punktzahl den Preis „Internationaler Motor des Jahres 2012“, sowie die Auszeichnungen „Bester neuer Motor“ und „Bester Motor bis 1,0 Liter Hubraum“. Die aus 76 internationalen Motorjournalisten bestehende Jury berücksichtigte dabei neben innovativen Motoren-Neuentwicklungen und -Technologien ebenso die Fahrbarkeit, das Leistungsvermögen, die Wirtschaftlichkeit und die Laufkultur der Motoren. Im Juni 2013 gewann der Motor erneut die beiden Auszeichnungen „Internationaler Motor des Jahres 2013“ und „Bester Motor bis 1,0 Liter Hubraum“. Dieses Mal bestand die Jury aus 87 internationalen Motorjournalisten aus 35 Ländern. 2014 gewann er beide Auszeichnungen zum dritten Mal, er errang damit als erstes Aggregat drei Auszeichnungen zum „Internationalen Motor des Jahres“. 2015 wurde der Motor abermals zum „Besten Motor bis 1,0 Liter Hubraum“ gewählt und belegte den zweiten Platz im Wettbewerb um den Titel des „Internationalen Motor des Jahres 2015“. 2016 wurde der Motor zum fünften Mal in Folge zum „Besten Motor bis 1,0 Liter Hubraum“ gewählt. Im Jahr 2017 wurde der Motor zum sechsten Mal in Folge mit dem Titel „Bester Motor bis 1,0 Liter Hubraum“ ausgezeichnet.
Im Oktober 2012 gewann der Motor die Auszeichnung „ÖkoGlobe“ 2012 in der Kategorie „Antriebe und Antriebsstrang“. Bei diesem vom Künstler HA Schult ins Leben gerufenen und gemeinsam vom TÜV Rheinland, den DEVK-Versicherungen und dem ÖkoGlobe-Institut der Universität Duisburg-Essen vergebenen internationalen Umweltpreis werden Fahrzeuge, Antriebstechnologien, Produktionsprozesse und (Mobilitäts-)Konzepte anhand ökologischer Kriterien bewertet.
Das Magazin Auto Test zeichnete den 1,0-Liter-EcoBoost-Motor mit dem Innovationspreis der „Auto Test Sieger 2013“ aus.

### Sonstiges
Im September 2012 erreichte Nick Tandy am Steuer eines umgebauten Formel-Ford-Rennwagens mit einem 1,0-Liter-EcoBoost-Motor auf der Nordschleife des Nürburgrings mit 7:22 Minuten die elftschnellste Rundenzeit eines Straßenfahrzeugs, die jemals dort gemessen wurde. Die Leistung des Motors wurde auf 151 kW (205 PS) gesteigert, darüber hinaus musste der Wagen mit Radabdeckungen, vorschriftsmäßiger Beleuchtung, Blinker, einer Hupe und straßenverkehrstauglicher Bereifung ausgerüstet werden, um eine britische Straßenzulassung zu erhalten. Diese Rundenzeit lag unter derer vieler Supersportwagen, wie Lamborghini Aventador, Ferrari Enzo oder Pagani Zonda.

## 1,5-Liter-Dreizylinder
Ford stellte auf dem Genfer Auto-Salon 2017 den Ford Fiesta ST mit einem neuentwickelten 1,5-Liter-Dreizylinder vor, die Markteinführung war 2018. Neben der Turboaufladung, der Benzin-Direkteinspritzung und der variablen Nockenwellenverstellung verfügt der Motor über eine Zylinderabschaltung, wie sie auch für den 1,0-Liter-Motor angekündigt wurde. Der Turbolader des Motors verfügt über neu gestaltete Schaufelräder, die für ein schnelleres Anliegen des Ladedrucks sorgen. Das Verbrennungsverfahren des Motors wurde durch eine Kombination von Direkteinspritzung und Saugrohreinspritzung optimiert. Da der Abgaskrümmer im Aluminium-Zylinderkopf integriert ist, kann der Turbolader besonders kurz hinter dem Brennraum platziert werden. Dies sorgt für ein schnelleres Ansprechverhalten, außerdem erreicht der Motor so schneller die optimale Betriebstemperatur.
Als Leistungsdaten wurden 147 kW (200 PS) sowie 290 Nm maximales Drehmoment bekanntgegeben, der CO2-Ausstoß beträgt voraussichtlich 114 g/km.

## 1,5-Liter-Vierzylinder
Im April 2013 gab Ford bekannt, die EcoBoost-Motorenfamilie um einen 1,5-Liter-Vierzylinder zu erweitern, der auf der Auto Shanghai 2013 der Öffentlichkeit präsentiert wurde. Zunächst kam er in der chinesischen Version des neuen Ford Mondeo zum Einsatz, später war er für den Ford Fusion in Nordamerika und auch für die nächste Ford Mondeo-Generation, den Ford Focus sowie den Ford Kuga in Europa erhältlich.
Dieses Aggregat ist der erste Ford-Motor, bei dem die Warmlaufzeit durch eine von der Motorsteuerung gesteuerte Kupplung am Riemenantrieb der Wasserpumpe reduziert wird. Darüber hinaus ist der Ladeluftkühler wassergekühlt, was ebenfalls für ein effizienteres Wärmemanagement des Motors sorgt. Der Motor hat die gleiche Benzin-Direkteinspritzung mit Turboaufladung, hohen Einspritzdrücken und einer variablen Nockenwellenverstellung wie die anderen Versionen der Motorenfamilie. Der Motorblock besteht aus Aluminium (wohingegen der des 1,0-Liter-Motors aus Gusseisen ist).
Die Drehmoment- und Leistungswerte sind ähnlich wie beim 1,6-Liter-Motor, jedoch bei geringerem Kraftstoffverbrauch und daraus resultierendem CO2-Ausstoß. Den Motor gibt es in vier Leistungsstufen mit 88 kW (120 PS), 110 kW (150 PS), 118 kW (160 PS) und 134 kW (182 PS).
Der 1,5-Liter-Motor wird seit April 2013 in Craiova produziert; weitere Produktionsstandorte außerhalb Europas sollen folgen.

## 1,6-Liter-Vierzylinder
Der 1,6-Liter-EcoBoost-Motor ist eine Weiterentwicklung des Zetec SE und wird seit Herbst 2010 angeboten. Es gibt ihn in drei Leistungsstufen: 110 kW (150 PS), 118 kW (160 PS) und 134 kW (182 PS). Erstmals präsentiert wurde der Motor beim Lincoln-C-Konzeptfahrzeug im Januar 2009.
Im Gegensatz zum 1,0-Liter-EcoBoost-Motor ist dieses Aggregat eine besonders leichte Voll-Aluminium-Konstruktion. Der Motorblock wird unter Hochdruck gegossen und erreicht durch ein zentrales Trägersystem und eine verwindungssteife Ölwanne eine besonders widerstandsfähige Struktur. Die beiden obenliegenden Nockenwellen werden durch einen Zahnriemen angetrieben. Die Ventilsteuerung erfolgt über mechanische Stößel. Die Kolbenringe weisen eine reibungsarme Beschichtung auf, die Oberflächen der Nocken sind poliert. Wie bei der 1,0-Liter-Version arbeitet auch hier die Ölpumpe mit variablem Volumen, zudem reguliert das elektronische Motormanagement den Kühlmittelfluss, damit der Motor schneller seine optimale Betriebstemperatur erreicht.
Die Benzindirekteinspritzung arbeitet mit einem Einspritzdruck von bis zu 200 bar, damit werden die Benzintropfen auf eine Größe von weniger als 0,02 Millimeter zerstäubt. Die Einspritzdüsen mit 6-Loch-Injektoren sind zentral im Zylinderkopf untergebracht und spritzen den Kraftstoff optimiert in den Brennraum ein. Durch die dichtere und kühlere Kraftstoffladung kann der Motor mit einer höheren Verdichtung und höherem Turbo-Ladedruck arbeiten.
Der BorgWarner-Turbolader vom Typ KP 39, der dank kleiner und leichter bewegter Teile ebenfalls ein besonders niedriges Trägheitsmoment aufweist, erreicht Drehzahlen von über 200.000 min−1 und sorgt für eine Steigerung des maximalen Drehmoments um rund 50 Prozent.
Zusätzlich optimiert die variable Verstellung der beiden obenliegenden Nockenwellen (Ti-VCT) den Gaswechsel in den Brennräumen. Die Steuerzeiten der Ein- und Auslassventile können unabhängig voneinander um bis zu 50 Grad verstellt werden, die Betätigung der Aktuatoren erfolgt hydraulisch. Hierbei wird der Scavenging-Effekt (übersetzt: Spülung) ausgenutzt, die Brennräume werden beim Gaswechsel durch das Ausnutzen der Druckunterschiede zwischen Ein- und Auslasskanälen gründlich „durchgespült“. Bei niedrigen Drehzahlen gelangt so mehr und kühlere Frischluft in die Zylinder, was sich in höherem Drehmoment und schnellerem Drehzahlgewinn des Turboladers auswirkt. Besonders im Teillastbereich wird so die Effizienz des Motors deutlich erhöht, was eine deutliche Verringerung der Emissionswerte bewirkt.
Die Motoren werden im Ford-Werk in Bridgend gefertigt und sind auch in Nordamerika für die dritte Generation des Ford Escape sowie in verschiedenen Volvo-Modellen erhältlich.
Daneben werden die 1,6-Liter-Motoren seit der Saison 2013 in der Formel Ford verwendet, aufgrund einer angepassten Motorelektronik leisten sie dort 147 kW (200 PS).
In der Formel 4 wird der 1,6-Liter-EcoBoost-Motor ab der Saison 2015 in den nationalen Rennserien in Australien, Großbritannien und Spanische Formel-4-Meisterschaft eingesetzt. Der von Sodemo Moteurs vorbereitete Motor leistet 118 kW (160 PS) und wurde auf dem Genfer Auto-Salon 2015 vorgestellt.

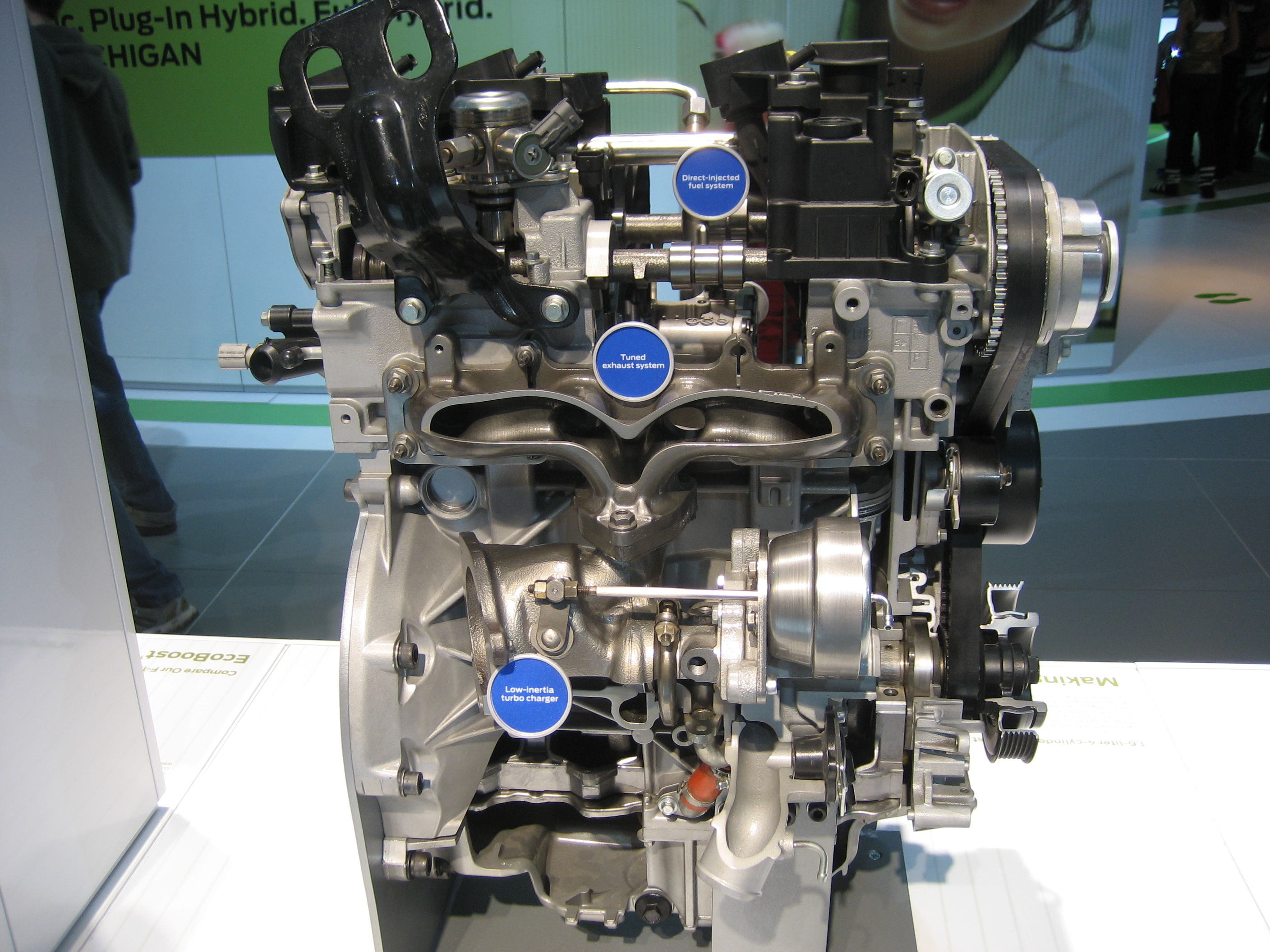
Seitenansicht
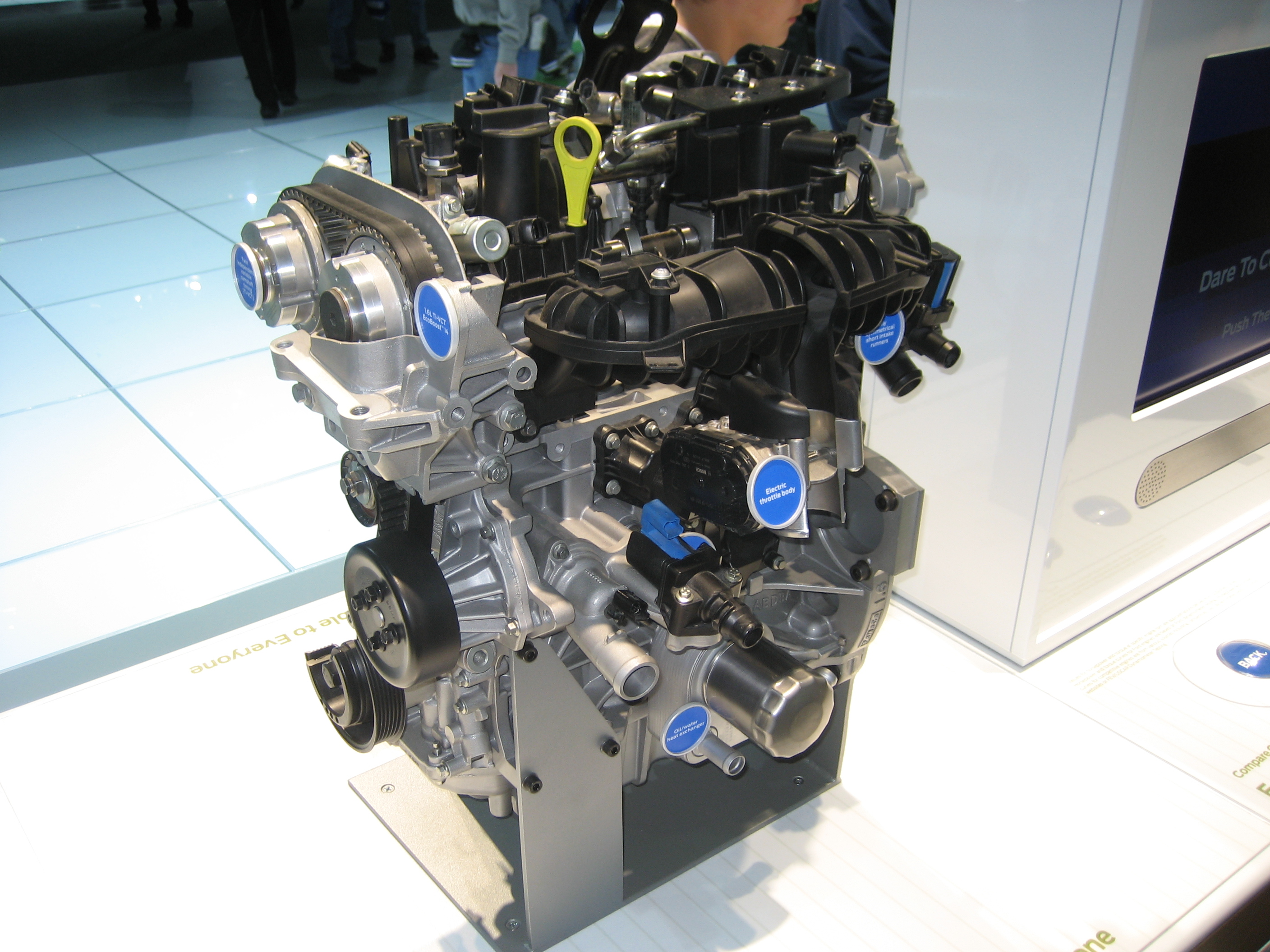
Ansicht der Einlass-Seite
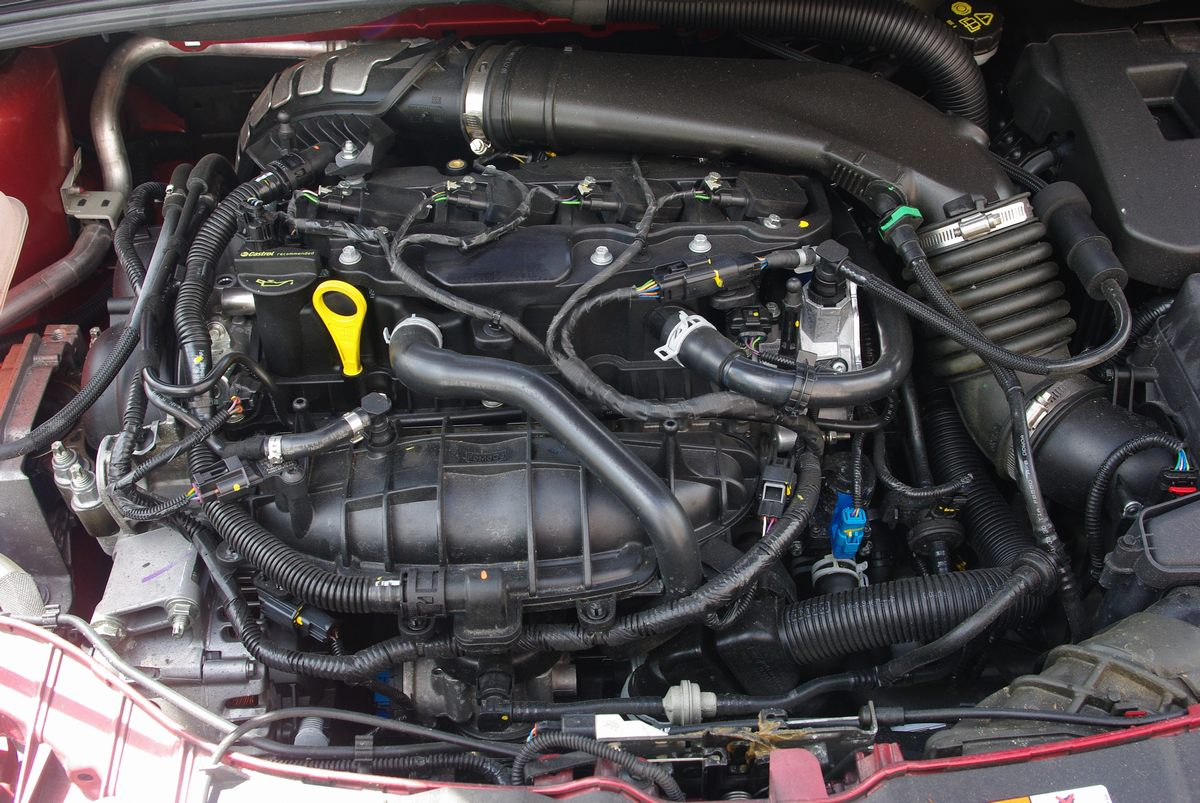
Motorraum eines Ford Focus mit 1,6-Liter-EcoBoost-Motor

## 2,0-Liter-Vierzylinder
Auch der 2,0-Liter-Motor ist ein Vollaluminium-Motor mit Hochdruck-Benzindirekteinspritzung, früh ansprechendem Turbolader und variabel steuerbaren Ventilöffnungszeiten (Ti-VCT). Die Direkteinspritzung spritzt hier mit Drücken von bis zu 150 bar den Kraftstoff in die Brennräume. Wie beim 1,6-Liter-Motor messen die Öffnungen der Einspritzdüsen 0,02 Millimeter, jede Düse verfügt jedoch über sieben anstatt sechs Öffnungen. Die Öffnungszeiten der Ein- und Auslassventile werden durch das Ti-VCT-System der aktuellen Lastsituation angepasst, indem die Nockenwellen über öldruckgesteuerte Stellmotoren um maximal 50 Grad verdreht werden. So wird der Gaswechsel in den Zylindern bei allen Motordrehzahlen optimiert, was für einen gesteigerten Wirkungsgrad, besonders im Teillastbereich sorgt.
Der 2,0-Liter-Motor ist mit 149 kW (203 PS) und 176 kW (240 PS) für mehrere Ford- und Volvo-Modelle erhältlich, die stärkere Version auch in Ford-Modellen für den nordamerikanischen und australischen Markt, wie Taurus, Edge und Falcon, sowie für den Range Rover Evoque.
Im Focus ST leistet der Motor dank bearbeiteter Ein- und Auslasskanäle sowie einer anders abgestimmten Motorelektronik sogar 184 kW (250 PS), diesen Motor verwendet der britische Kit-Car-Hersteller Westfield Sportscars für seinen Sport 250.
Die 2,0-Liter-Variante wurde ausschließlich im Werk Almussafes bei Valencia produziert, 2014 sollte die Produktion des Motors auch in Cleveland beginnen.
Im Radical SR3 SL wird seit 2011 eine modifizierte Variante des 2,0-Liter-EcoBoost-Motors verwendet, hier leistet der Motor bis zu 224 kW (304 PS).
Bis zum September 2013 wurden insgesamt 532.000 Motoren produziert.

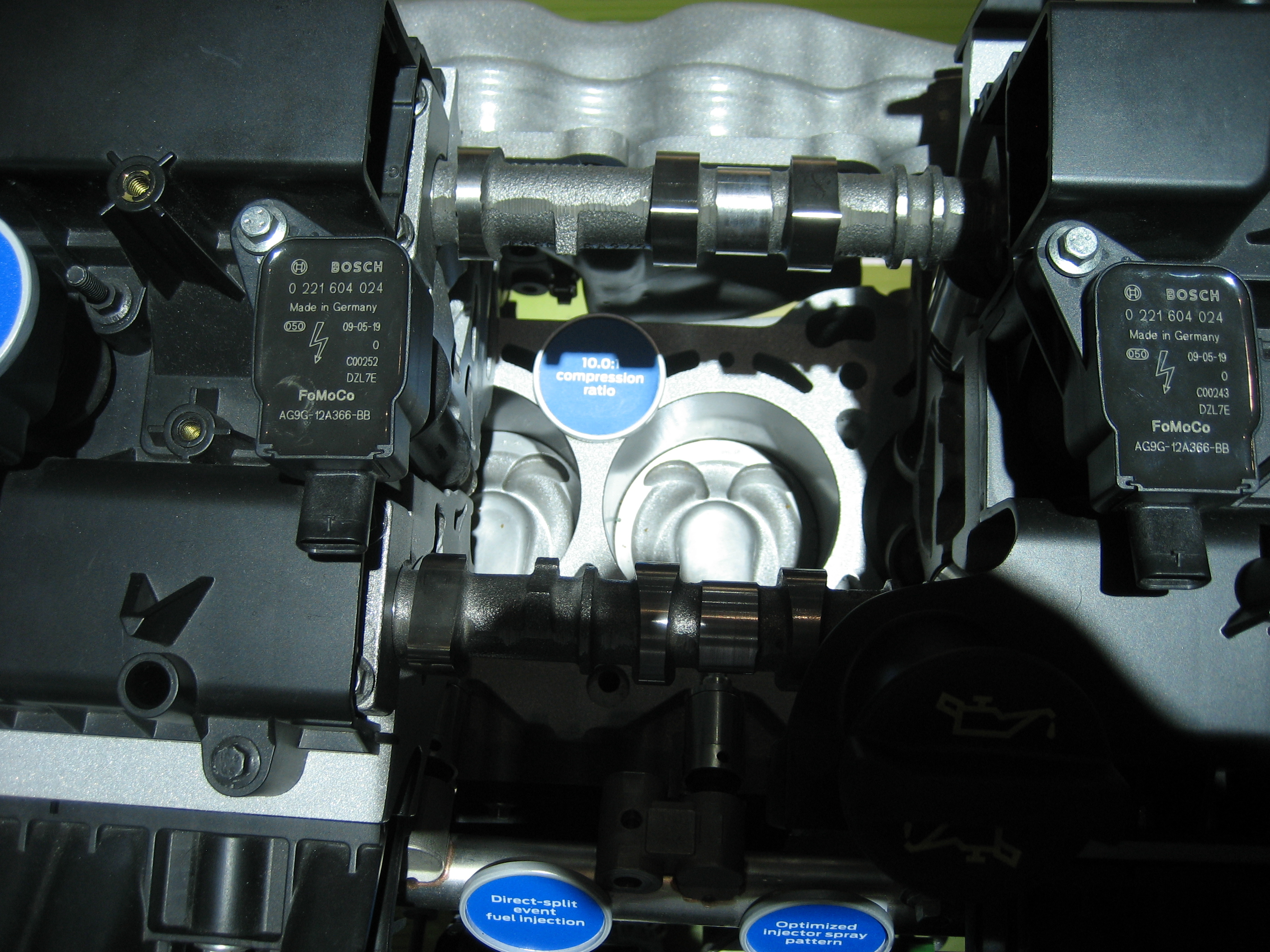
Brennraum
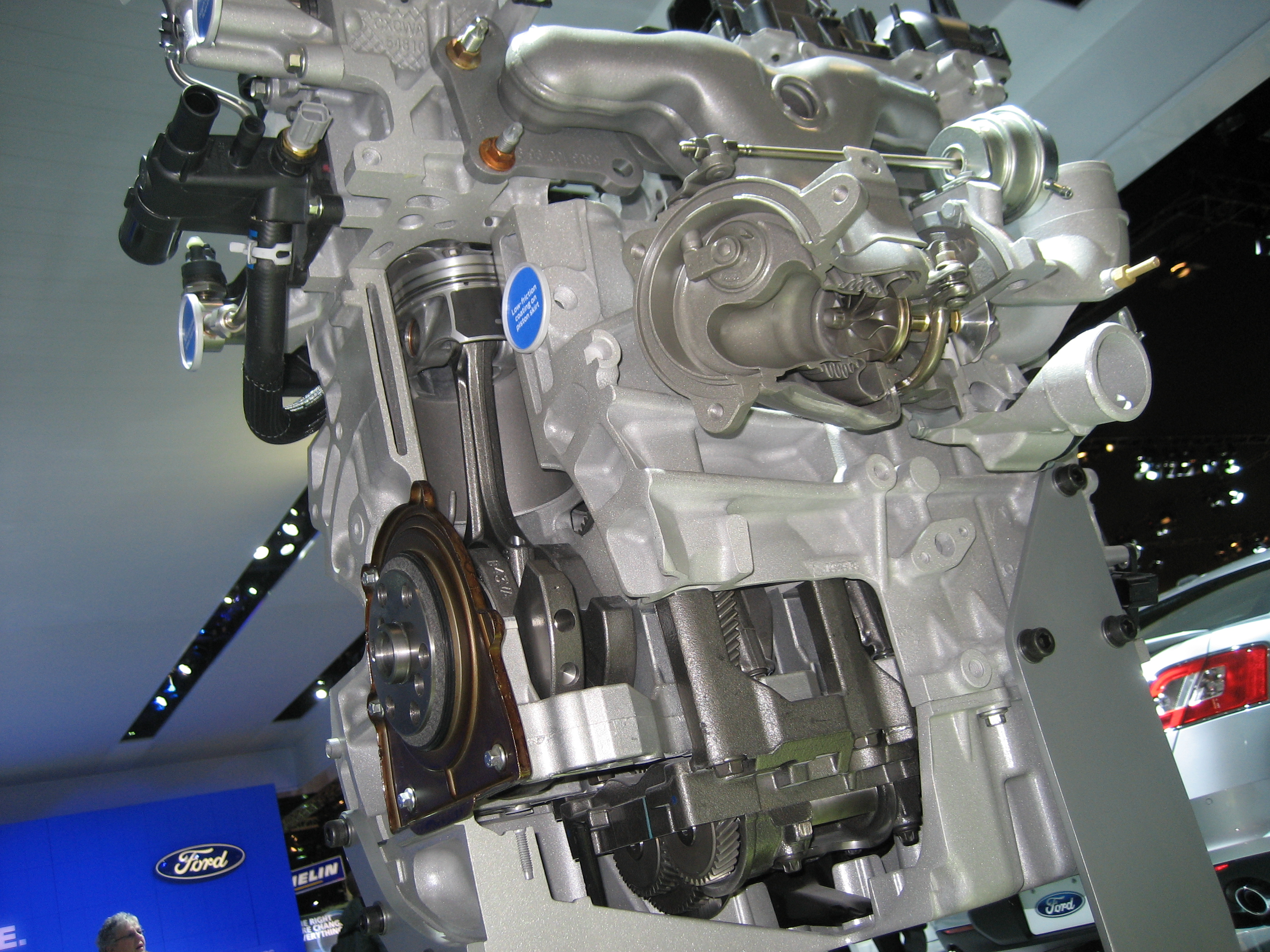
Ansicht von unten
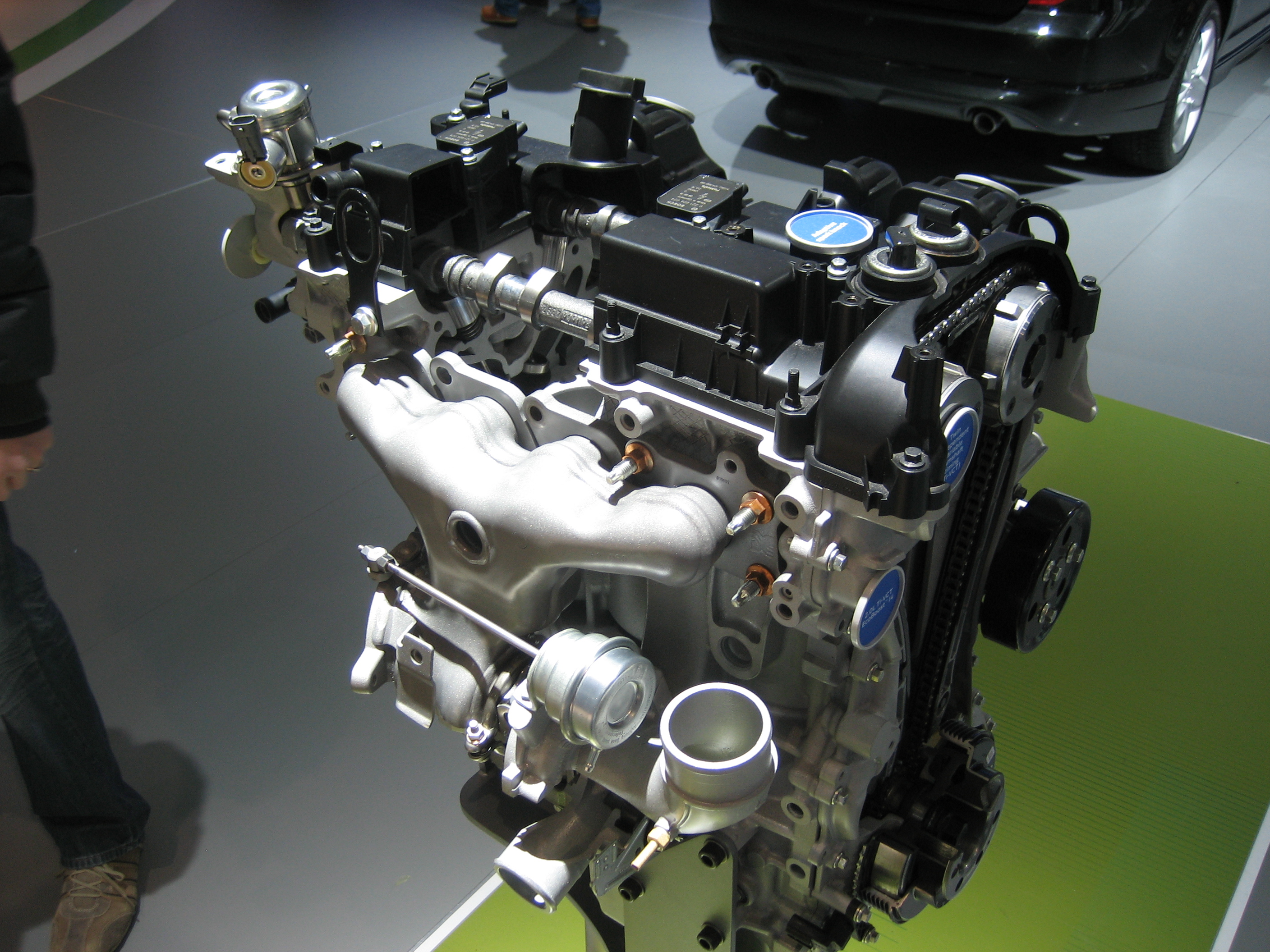
Ansicht von der Auslass-Seite

## 2,3-Liter-Vierzylinder
Beim 2,3-Liter-Motor bestehen ebenfalls Motorblock und Zylinderkopf aus Aluminium, auch hier wurde der Abgaskrümmer in den Zylinderkopf integriert. Dieser führt die Auslassseiten der inneren und äußeren Brennraumpaare getrennt zusammen und dann zum Turbolader. Dies ermöglicht eine längere Öffnung der Auslassventile, was den Gaswechsel optimiert und den Kraftstoffverbrauch alleine um mehr als ein Prozent reduziert.
Die Ansaugkanäle wurden optimiert, darüber hinaus verfügt der Motor über ein spezielles Turboladergehäuse. Der Antrieb der Schaufeln des Laders wurde optimiert, außerdem verfügt dieser über eine zweigeteilte Abgaseinströmöffnung, das sogenannte Twin-Scroll-Layout, dieses ermöglicht einen schnelleren Druckaufbau und daraus resultierend ein direkteres Ansprechverhalten, ähnlich einem Biturbo.
Der ab 2015 erstmals offiziell in Deutschland vertriebene Mustang ist mit einem 2,3-Liter-EcoBoost-Motor erhältlich, der 233 kW (317 PS) leistet und über ein maximales Drehmoment von 432 Nm verfügt. Außerdem ist der Motor mit einer Leistung von 202 kW (275 PS) seit Frühjahr 2014 im Lincoln MKC erhältlich, der jedoch nur auf dem nordamerikanischen Markt angeboten wird. Für Anfang 2016 war der Marktstart des Focus RS in Europa geplant, dort kommt ein neuer Twin-Scroll-Turbolader sowie ein größerer Ladeluftkühler zum Einsatz, wodurch die Motorleistung auf 257 kW (350 PS) steigt. Im Focus RS beträgt das maximale Drehmoment 440 Nm, mit Overboost für 15 Sekunden 470 Nm.

## 2,7-Liter-V6
Seit 2015 bietet Ford im F-150 einen 2,7-Liter-V6-Motor an. Genau wie die 3,5-Liter-Variante ist es ein Biturbo-Motor, der 242 kW (329 PS) leistet. Seit Ende 2016 ist auch der Ford Fusion Sport mit dem gleichen Motor erhältlich. Im Ford Edge gibt es den Motor mit reduzierter Leistung von 231 kW(314 PS), darüber hinaus ist er in einer 250 kW (340 PS) starken Version im Lincoln MKX und im Lincoln Continental erhältlich.

## 3,0-Liter-V6
In den beiden Lincoln-Modellen Continental und MKZ ist exklusiv ein neuer 3,0-Liter-V6-Biturbo-Motor erhältlich, der 298 kW (406 PS) leistet.

## 3,5-Liter-V6
2007 stellte Ford im MKR einen TwinForce genannten 3,5-Liter-V6-Motor vor, der mit 309 kW (420 PS) und 542 Nm die Leistungswerte eines 6-Liter-V8-Motor bei rund 15 % niedrigerem Benzinverbrauch aufwies. Im 2008 vorgestellten Lincoln MKT war der gleiche Motor vorhanden, wurde jedoch mit dem Namen EcoBoost bezeichnet.
Es handelt sich dabei um einen Biturbo-Motor mit zwei Garrett-GT15-Turboladern, die Spitzendrehzahlen von 170.000 min−1 erreichen. Diese Lader sind recht klein, dadurch sind auch die Auspuffkrümmer kompakter gestaltet und geben weniger Hitze ab. Das Hochdruck-Benzindirekteinspritzsystem wurde in Zusammenarbeit mit der Robert Bosch GmbH entwickelt und spritzt den Kraftstoff mit bis zu 150 bar ein. Die Hochdruckpumpe ist eine nockenbetriebene, mechanische Pumpe mit einem einzigen Kolben und einem elektronischen Ventil, das den Kraftstofffluss zu den Injektoren steuert. Auch dieser Motor verfügt über die Ti-VCT genannte, variable Verstellung der obenliegenden Nockenwellen.
Die Markteinführung war im Juli 2009 in der sechsten Generation des Ford Taurus. Erhältlich ist der Motor, der je nach Ausführung 261–272 kW (355–370 PS) leistet, in mehreren Ford- und Lincoln-Modellen in Nordamerika. Für den F-150 wurde eine Version entwickelt, die mit 569 Nm statt 475 Nm deutlich mehr Drehmoment liefert. Ford produziert die Serienversion dieser Motoren seit Mai 2009 in der Cleveland Engine Plant in Cleveland, Ohio.
2009 stellte Ford eine Ethanol-Variante des 3,5-Liter-EcoBoost-Motors vor, die 236 kW (321 PS) leistete und ein maximales Drehmoment von 750 Nm lieferte. Es war jedoch ein Experimentalmotor.
Bis September 2013 produzierte Ford insgesamt 635.000 Einheiten des 3,5-Liter-EcoBoost-Motors.
Ford Racing hat für die United SportsCar Championship einen mit einem 3,5-Liter-Motor angetriebenen Daytona-Prototypen entwickelt, das Chassis stammt von Riley Technologies. Bei einem Rekordversuch auf dem Daytona International Speedway am 9. Oktober 2013 stellte Colin Braun am Steuer des Wagens mit 40,364 Sekunden einen neuen Streckenrekord auf, dies entspricht einer Geschwindigkeit von 222,971 mph (358,837 km/h). Außerdem stellte Braun neue Rekorde für das Zurücklegen von 10 Kilometern und 10 Meilen aus dem Stand auf.

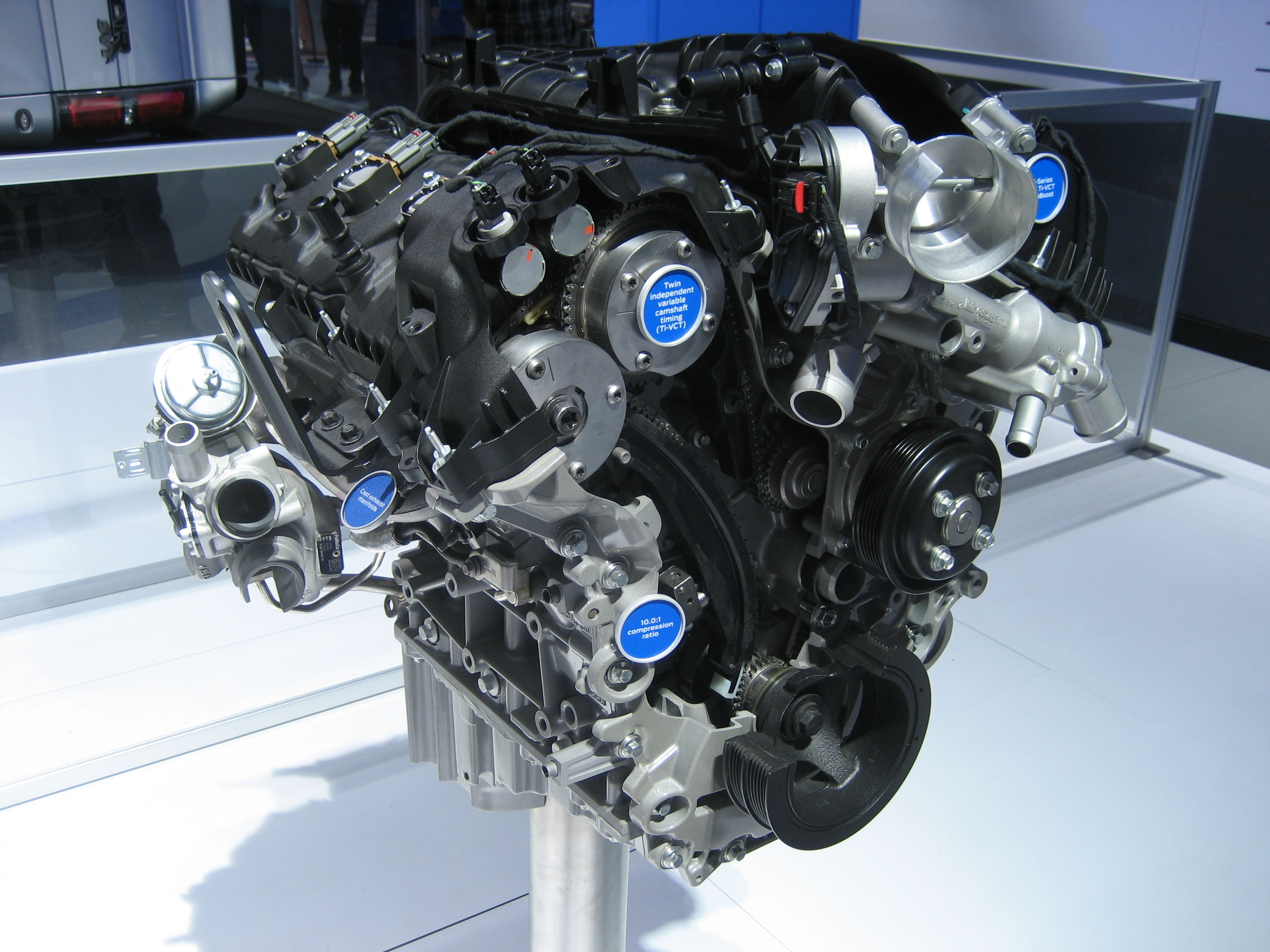
Ansicht von schräg vorne
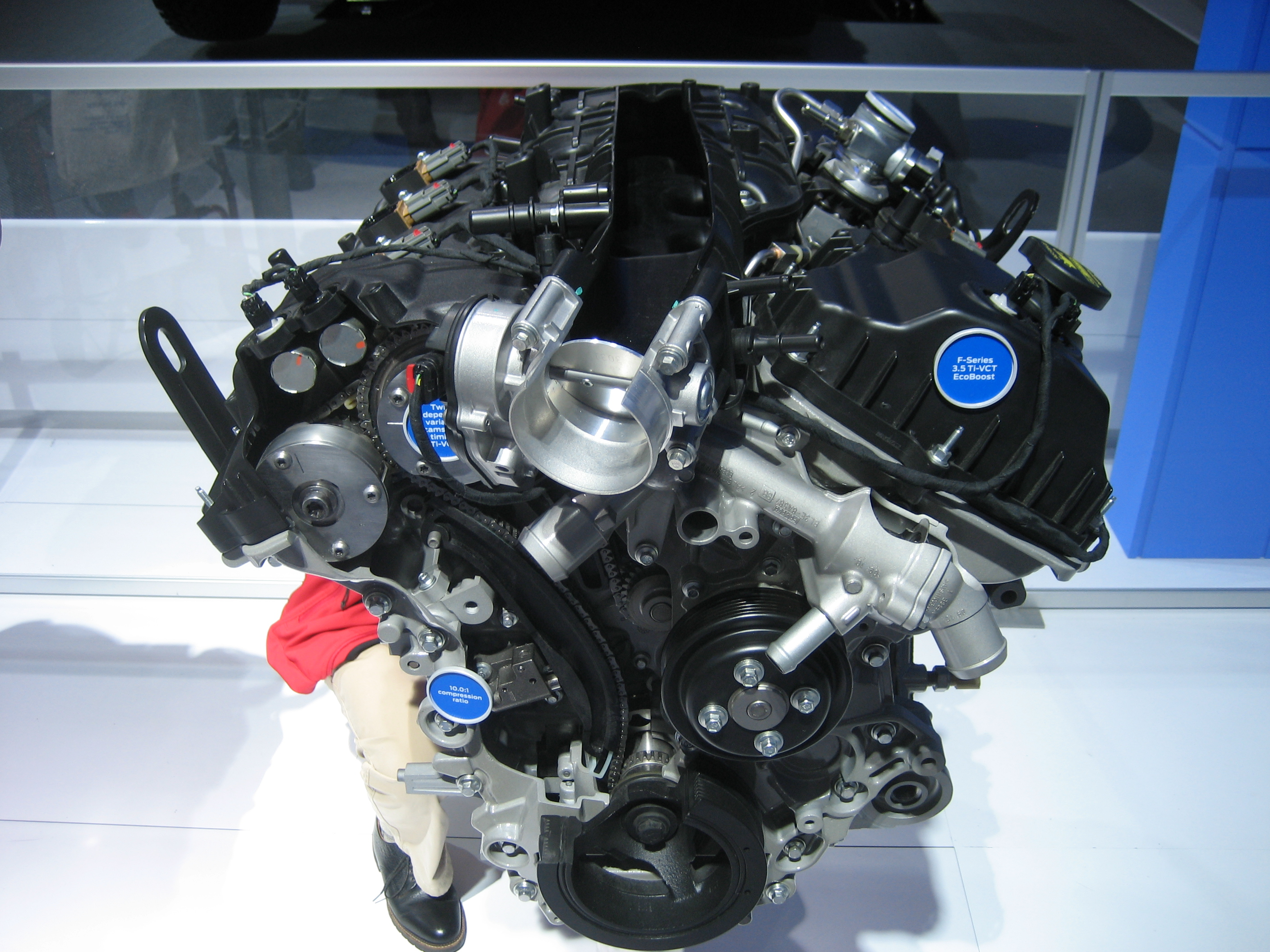
Ansicht von vorne
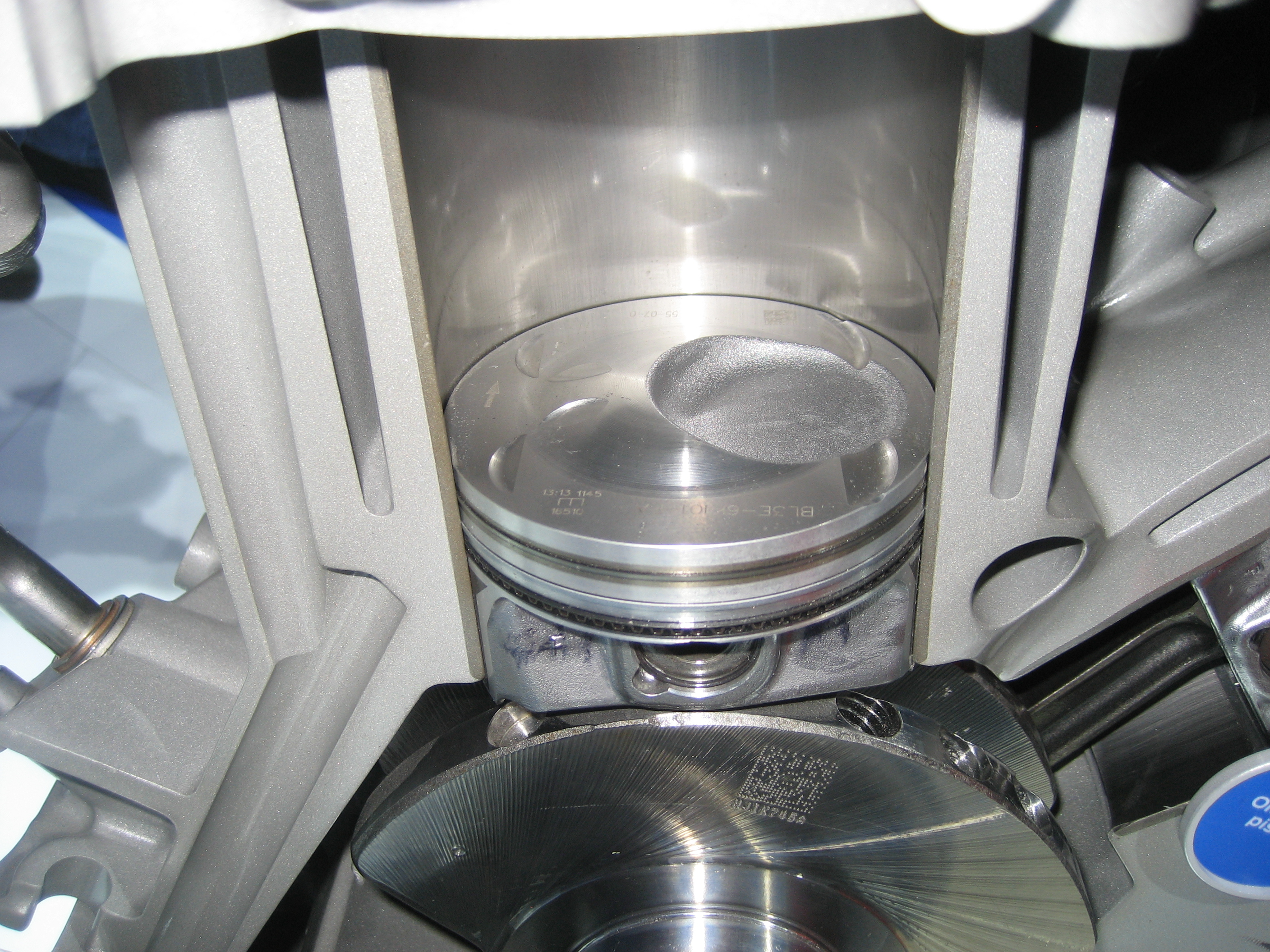
Kolben in einem Demonstrations-Motor
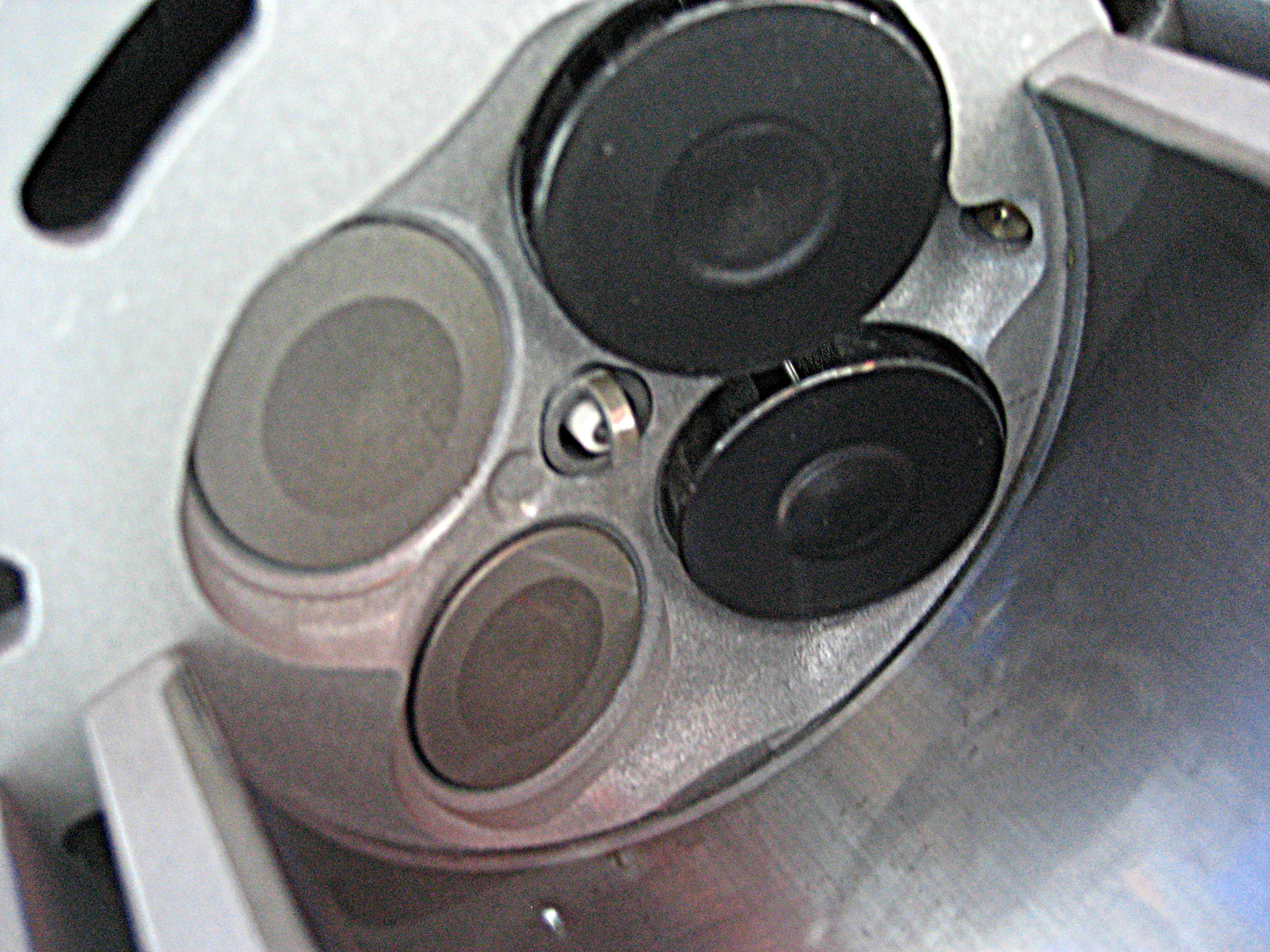
Brennraum
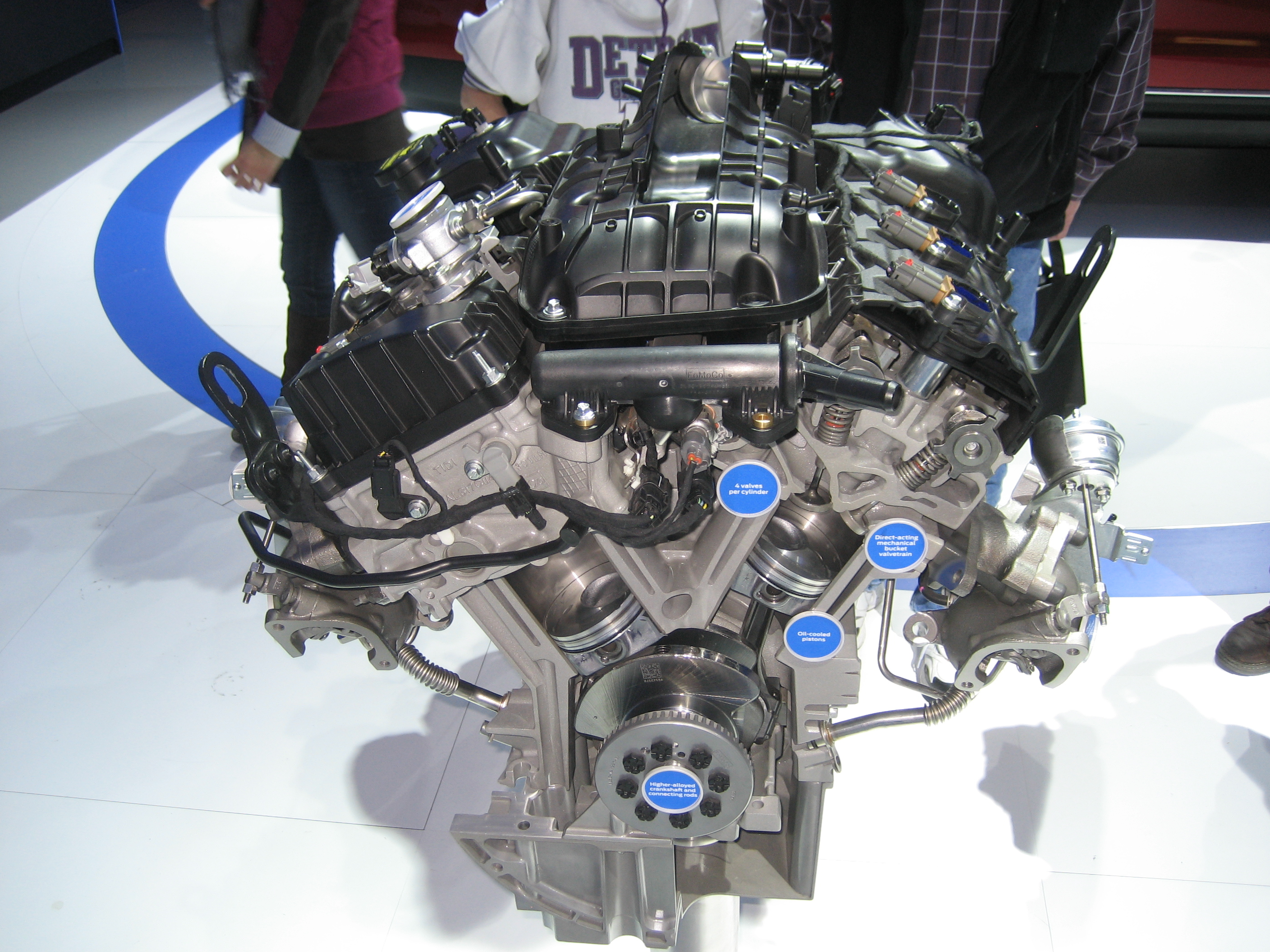
Ansicht von hinten